# 下倫霍芬

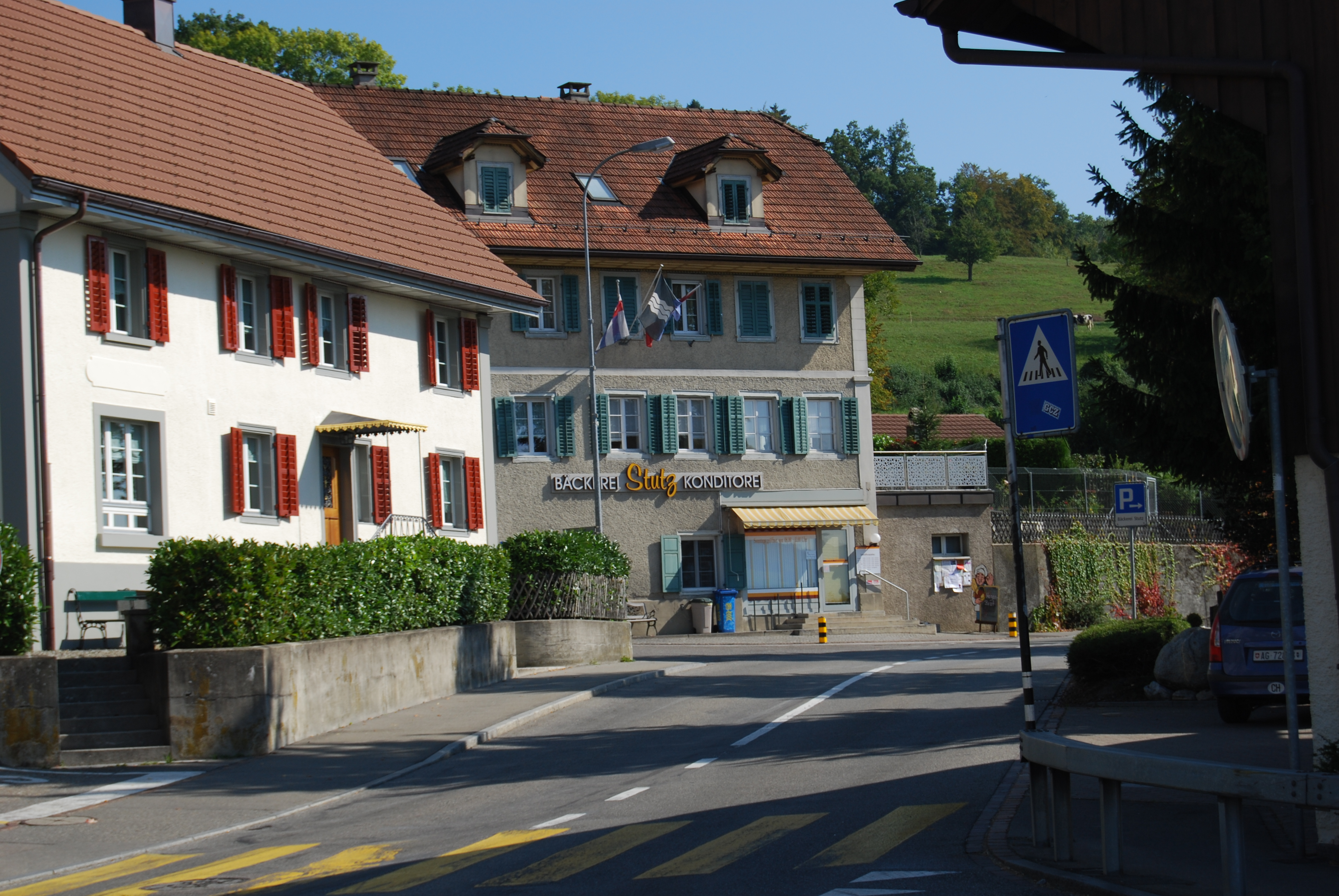

下倫霍芬是瑞士的一个镇，位於該國北部，由阿爾高州負責管轄，面積4.49平方公里，海拔高度401米，2012年人口1,275，一半人口信奉羅馬天主教，人口密度每平方公里284人。